# François Ludo
François Ludwikowski dit  François Ludo est un footballeur français né le 4 mars 1930 à Rouvroy-sous-Lens (Pas-de-Calais) et mort le 29 juin 1992 à Lens. Il a fait carrière comme inter droit à Lens et Monaco.

## Carrière
François Ludwvikowski dit François Ludo est né le 4 mars 1930 à Rouvroy-sous-Lens (Pas-de-Calais). Il a fait carrière comme inter droit à Lens, Monaco et au FC Grenoble, puis comme joueur entraîneur à Bourges (Cher) et Chambéry (Savoie). Il a terminé sa carrière comme entraîneur à Billy-Montigny dans le Pas-de-Calais (petit club qui a vu ses débuts).
Il joue un match amical avec l'équipe de France de football le 2 avril 1961 (Espagne-France, 2-0).
Il est l'oncle, ou le grand-oncle, d'Éric Sikora,.
Après une longue maladie qui notamment l'amène à être amputé des deux jambes, il meurt le 29 juin 1992.
En 2022, le magazine So Foot le classe dans le top 1000 des meilleurs joueurs du championnat de France, à la 451e place.

## Carrière de joueur
- 1949-1953 : RC Lens
- 1953-1962 : AS Monaco
- 1962-1963 : FC Grenoble[4]

## Palmarès
- International français en 1961 (1 sélection)
- Champion de France 1961 avec l'AS Monaco
- Vainqueur de la Coupe de France 1960 avec l'AS Monaco
- 401 matches et 48 buts marqués en division 1